# HMS Liverpool (C11)
A HMS Liverpool a Brit Királyi Haditengerészet Town osztályú könnyűcirkálója volt a második világháború alatt. Ez volt a hetedik hajó, ami ezt a nevet viselte, és az első a Gloucester-alosztály három hajója közül; ezért gyakran használják a Liverpool-alosztályt is rájuk. 1937. március 24-én bocsátották vízre; Priscilla Norman, a Bank of England akkori vezérének felesége keresztelte meg. A háború során többször is megtorpedózták, de a legénysége mindannyiszor megmentette az elsüllyedéstől.

## Felépítés és szolgálatba állás
A Liverpool -a Gloucester-alosztály két másik hajójával együtt- nem sokban különbözött az első öt hajótól, amik a Southampton-alosztályt alkották; ami változtatást végrehajtottak rajtuk, azokat főleg ez első hajók üzemelése során gyűjtött tapasztalatok indokolták. Ezek közé tartozott az átdolgozott hajóhíd, a fejlettebb fegyverirányító rendszer, illetve a megnövelt szélesség (18,989 méterről 19,74 méterre).
A Liverpool szolgálatba állása után a Távol-Keleti Flottához lett beosztva; kapitánya A.D. Read volt. Mielőtt elindult, meglátogatta a névadó városát, ahol a helyi szervezetek a hajónak ajándékozták az Egyesült Királyság és a Haditengerészet zászlaját, ezen felül pedig három pár gyertyatartót, egy ezüstcsészét, és két hajókürtöt. A legénység már a Liverpoolba érkezés előtt megkapta elődje ezüstharangját és jelvényét.

## Szolgálat a Távol-Keleten
Mielőtt elindultak volna új állomáshelyére, két hónapot tesztelték a Földközi-tengeren. Erre azért volt szükség, mert a megnövelt teljesítmény miatt megváltozott a hajó több alkatrésze is, ezeket pedig élesben is ki kellett próbálni; több hiba is felmerült, amiket kijavítottak.

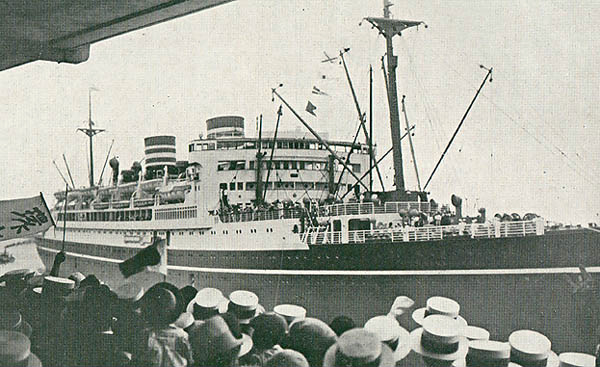
Az Asama Maru 1931-ben

Megérkezésekor a 4. Cirkáló Századhoz került, ahol egészen a háború kitöréséig szolgált. Ekkor áthelyezték az 5. Cirkáló Századba, Szingapúr központtal. Itteni szolgálata során belekeveredett egy diplomáciai incidensbe, ugyanis feltartóztatta az Asama Maru japán óceánjárót, ugyanis feltételezhetően németek is utaztak rajta; az utasítás szerint csak akkor lehetett egy hajót megállítani, ha az a japán szigetektől látótávolságon kívül volt. 1940. január 21-én a mindössze 56 km-re Honsútól északra észlelték az Asama Marut. A Liverpool leadott egy figyelmeztető lövést az óceánjáró árbocai között, hogy megállásra késztesse; a legénységből 12 fő szállt át a japán hajóra, és 21 gyanús utast kísértek át a hajóra.
Áprilisban a Liverpool Arthur Murray ellentengernagy zászlóshajója lett, és a HMAS Hobarttal megalkották a "Vörös-tengeri Erőt", melynek fő feladata a térségben való járőrözés volt, emellett az Olaszországgal való háború esetén blokád kialakítása és fenntartása. Ebben a hónapban egy ausztrál katonakonvojt kísért Szuezbe. Mikor áthelyezték a Földközi-tengerre, a Murray zászlóshajója a Leander lett.

## Az első torpedótalálat (1940–1941)
A Liverpool a 7. Cirkáló Század kötelékébe került, és egyike lett annak a kilenc cirkálónak, ami a fasiszta Olaszország ellen bevethető volt. 1940. június 12-én, miközben a Gloucesterrel és négy rombolóval Tobrukot lőtték, mikor olasz hajók támadták meg őket; a Giovanni Berta romboló elsüllyedt, a San Giorgio pedig egy bombatalálatot kapott a légierő egyik gépétől. 28-án egy Short Sunderland típusú felderítőgép jelentett egy három olasz rombolóból (Espero, Zeffiro, Ostro) álló flottillát Zákinthosztól nyugatra. A 7. Cirkáló Század -ami épp az MA.3-as máltai konvojt kísérte- irányt változtatott, és elindult az olasz hajók felé. A Liverpool a Ténaro-foktól 97 km-re délnyugatra észlelte is őket 18:30-kor, három perccel később pedig tüzet nyitott. A kibontakozó csata során, melyet körülbelül 13 kilométeres távolságból vívták meg, az olasz Espero elsüllyedt, a két másik romboló viszont biztonságosan Bengáziba ért. Egyedül a Liverpool kapott találatot, de az nem okozott jelentős kárt. A csata során a szövetséges cirkálók 5 000 db 6"-es (152 mm) lövedéket lőttek el, ami Alexandriában készlethiányhoz vezetett, ezért a máltai konvojokat két hétig szüneteltetni kellett.
Kora júliusban ismét elindultak a konvojok, ezúttal MA.5 kódnévvel. A szolgálat során Cunningham admirális jelentést kapott egy nagy olasz flottilláról, ezért irányt változtatott Taranto felé. Július 9-én a két ellenséges flotta Clabriától nem messze csapott össze; a Liverpool és a Neptune 15:22-kor kezdett tüzelni, nyolc perccel azután, hogy az olaszok 21 km-es távolságból lőni kezdtek. Folyamatos sorozatok után a Warspite 16:00-kor eltalálta a Giulio Cesare-t, mire az olasz hajók visszavonultak. Július 12-én olasz repülők támadták meg Alexandriába vezető útján; több halott és sérült volt, köztük a hajó parancsnoka. Még ugyanebben a hónapban az AN.2 konvojt kísérte Egyiptomból az Égei-tengerre, majd pedig az AS.2-t Egyiptom felé; ez utóbbi konvojt támadta meg július 29-én az olasz légierő. Csak a Liverpool kapott találatot, de a bomba nem robbant fel, így csak egy ember vesztette életét.
Augusztusban a Mediterrán Flottát átszervezték, a Liverpool pedig átkerült a 3. Cirkáló Századba, egy csoportba a Gloucesterrel és a Kenttel, Edward de Fayne Renouf parancsnoksága alá. Szeptember 28-án, az MB.5-ös hadművelet keretében a Liverpool és a Gloucester elindult Máltára, hogy pilótákat és hadianyagot juttassanak a folyamatos támadás alatt lévő szigetre. A két testvérhajó -illetve az őket biztosító Valiant, Warspite, Illustrious (a repülőgépeivel), Orion, Sydney, York és 11 romboló- folyamatos támadás alatt állt az olasz légierőtől, de a két cirkáló sikeresen elvált a többi hajótól, és biztonságosan megérkeztek Vallettába szeptember 30-án.
Október 8-án a flotta ismét konvojkíséretre indult: az MF.3-as Máltára, illetve az MF.4-es Alexandriába tartó konvojt biztosították, ráadásul szerettek volna összetűzésbe keveredni az olasz hadihajókkal. Cunningham admirális utóbbi célja nem teljesült (bár néhány olasz romboló megpróbálta megzavarni a flottát, de ők hamar vissza is vonultak), mindkét konvoj sikeresen megérkezett a célállomásra. Az Illustrious repülőgépeivel támadást indított a Leroszon lévő olasz támaszpont ellen. Mikor az őt védő hajók -köztük a Liverpool- az alexandriai bázisra tartottak október 14-én, torpedóbombázók támadták meg őket. A hajót az orrán találta el a torpedó, és kilyukasztotta az egyik üzemanyagtartályt. A betóduló víz az olajat is vitte magával, mikor pedig elért egy rövidre kötött áramkört, a 70 tonnányi víz ellenére 19:20-kor berobbantotta a vízben lévő olajat: az "A" lövegtorony teteje lerepült, a hajó orr-része pedig gyakorlatilag leszakadt.
Míg a legénység elkezdte a mentőcsónakokat előkészíteni, több hajó, köztük a Gloucester is elkezdte körbevenni a Liverpoolt. Az Orion tattal előre elkezdte vontatni, míg a Calcutta és a Coventry a légitámadások ellen biztosítottak. 15-én az orr-rész leszakadt a hajóról, de 16-án elérték Alexandriát. A becsapódásban, illetve a robbanásban 3 tiszt és 27 matróz vesztette életét; a sérültek száma 35 volt. Október 27-én új kapitánya lett, A.L. Poland személyében. Később William Hayes azt írta, hogy a hajókat -köztük a Liverpoolt is- figyelmeztették egy esetleges légi támadásra, de a figyelőszolgálatot betöltő fiatal közlegény -valószínűleg tévedésből- ezt nem közölte a kapitánnyal.
Alexandriában egy ideiglenes orr-részt gyártottak a hajónak, amivel elindulhatott az USA-ba, ahol a Vallejóban található hadikikötőben teljesen megjavították; ez azt is jelentette, hogy 1942 januárjáig nem is vett részt a háborúban. A javítása alatt megerősítették a légvédelmi fegyverzetét is, illetve 1941. novemberben, mikor visszatért az Egyesült Királyságba, a radarjait is fejlettebbekre cserélték.

## A második torpedótalálat (1942-1945)

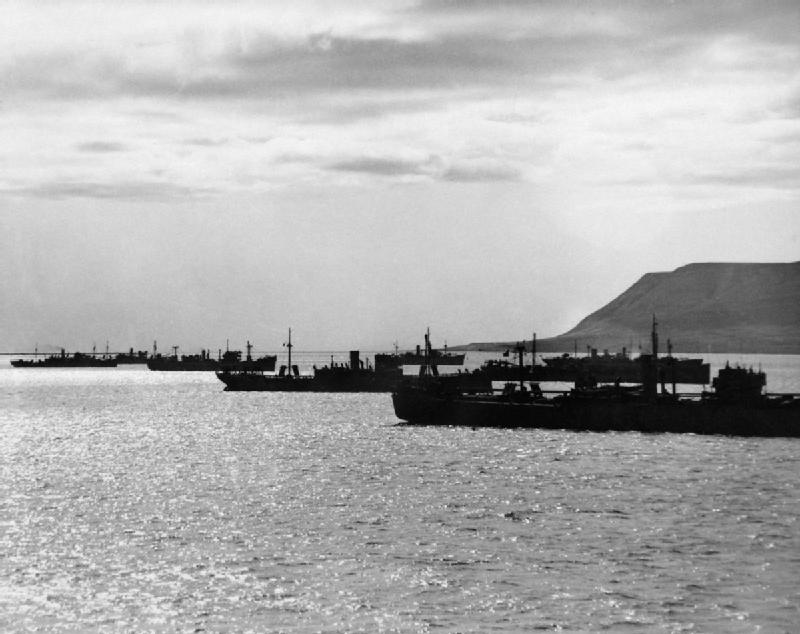
Az egyik Szovjetunióba készülő konvoj látképe a Victorious-ról szemlélve; a kép az izlandi Hvalfjörðurnál készült 1942 májusában

A javítás után a 18. Cirkáló Századhoz helyezték át Scapa Flowba, hogy a Szovjetunióba tartó és onnan érkező konvojokat kísérje. A QP10-es konvoj kíséretében vett részt, mikor április 12-től három napon át több tengeralattjáró és a Luftwaffe gépei is támadták őket. A 16 áruszállító hajóból négy elsüllyedt, egy pedig megsérült; a konvoj többi része biztonságban megérkezett Reykjavíkba április 21-én.
Májusban a Liverpool egyike volt azoknak a hajóknak, amiket a Trinidad Szovjetunióból való hazatérésének biztosítására küldtek ki. A Trinidad május 13-án indult el, az őt váró kísérőhajók pedig a Medve-szigetnél várták volna be; 14-én viszont sorozatos légitámadások miatt a hajó menthetetlenül kigyulladt és el kellett süllyeszteni; a kísérőhajókat a hazaúton szintén megtámadta a Luftwaffe, de csodával határos módon egyiküket se sikerült elsüllyeszteni. Május 25-én a Liverpool a PQ16-os konvojt kezdte kísérni; ez volt addig a legnagyobb szállítmány, amit a Szovjetuniónak küldtek. Ennek megfelelő biztosítást kapott, így a kíséret része volt többek közt a Nigeria, a Norfolk és a Kent, számtalan romboló, tengeralattjárók és még a Hazai Flotta is készenlétben állt. A konvoj nem kerülhette el a támadásokat; több tengeralattjáró és 242 német repülőgép támadta meg őket 26-án és 27-én, és hét hajót el is süllyesztettek. A cirkálók 26-án átváltottak a hazatérő QP12-es konvojra.

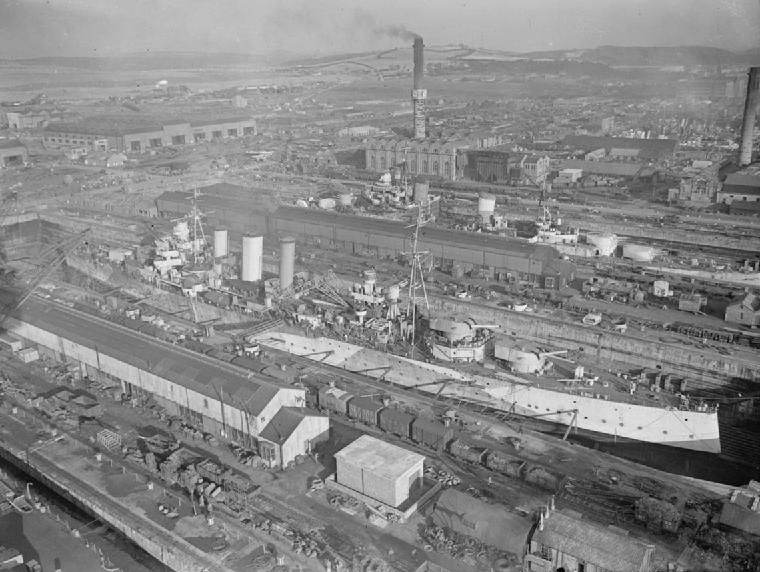
A Liverpool (háttérben) és a Berwick a Rosyth-i szárazdokkban, 1943. november 1.

Júniusban ismét visszahelyezték a Földközi-tengerre, hogy a Máltára tartó konvojok védelmében vegyen részt. Június 14-én, a WS.19-es konvojt kísérte többek közt a Kenyával és a Charybdis-szel, mikor 38 repülőgép támadta meg őket; a Liverpoolt a jobb oldalán találta el a torpedó, pont a kazántermeknél. A találat következtében elkezdett süllyedni, a kazánjai és a kormányberendezése pedig működésképtelenné váltak. Később sikerült annyira helyrehozni a kazánokat, hogy 4 csomós (7,4 km/h) sebességgel el tudott indulni. Mivel azonban folyamatosan támadták őket, ez nem volt elég gyors, ezért az Antelope elkezdte vontatni. A nap hátralevő részében az ellenséges repülőgépek a konvoj helyett inkább a Liverpoolra koncentráltak; június 17-i Gibraltárra érkezésükig több sérülést is szerzett a célt tévesztett, de közel becsapódó bombáktól. A torpedó becsapódása 15 ember életébe került, míg 22 másik megsérült. Ráadásul a kazánteremben ragadt halottak hatalmas hőhatásnak voltak kitéve, ezért az őket kiszabadító önkéntes csapat plusz adag rumot kapott.
A Gibraltáron elvégzett átmeneti javítások után augusztusban tért haza, a javításokkal pedig csak 1943 júliusában végeztek; mivel a Liverpool addigi legénységét máshova osztották be, és akkor nem állt rendelkezésre elegendő matróz, ezért a hajó korszerűsítése mellett döntöttek: az "X" lövegtornyát kiszerelték, hogy légvédelmi fegyverzetét megerősíthessék, emellett pedig a radarjait is a legújabbakra cserélték.

## A világháború után (1945-1958)
A korszerűsítéssel 1945 októberére végeztek; ekkor már véget ért a háború. A Földközi-tengeren állt szolgálatba, a 15. Cirkáló Század zászlóshajójaként. 1946 októberében görögországi látogatása során belekeveredett egy nemzetközi incidensbe: Korfunál két angol romboló aknára futott; válaszul a Liverpool Korfuba hajózott, és felvette az egyik érintett romboló sebesült kapitányát. 1948 áprilisában olimpiai fáklyákat és egyéb jelképeket vitt haza Görögországból az az évi olimpiára.

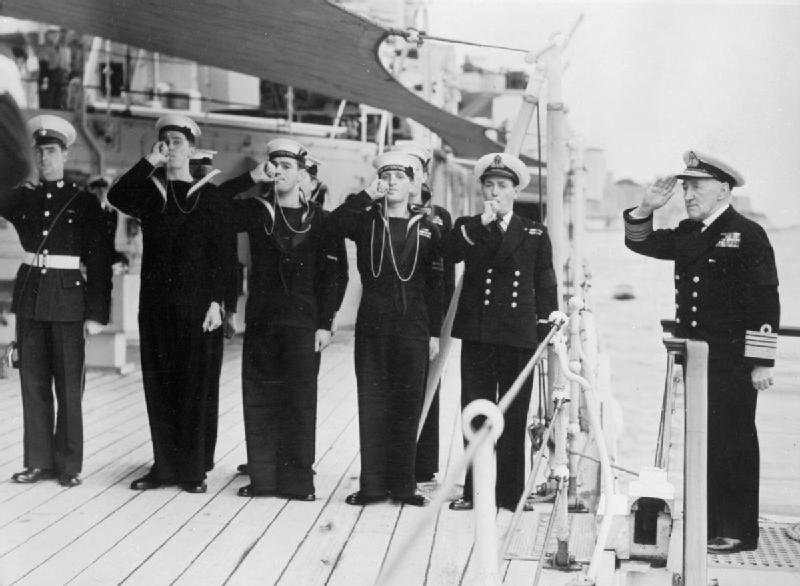
Sir Rhoderick McGregor admirális a Liverpool fedélzetére lép Valletában, 1952. március 18-án

1950. január 22-én a Liverpool 21 díszlövést adott le Farouk király tiszteletére alexandriai tartózkodása során. 1951 szeptemberében első brit hadihajóként ő látogatott el Jugoszláviába a háború után; Splitben Tito marsall személyesen is körbejárhatta a hajót; ezelőtt utoljára 12 éve látogatott el a haditengerészet Jugoszláviába.
1951 októberében az egyiptomi kormány egyoldalúan felmondta a britekkel való szerződésüket, a Liverpool Port Szaídba hajózott, hogy az ottani dokkmunkások sztrájkolni kezdtek, ugyanis a Szuezi-csatorna brit fennhatóság alatt maradt. A Liverpool és a Gambia vették át a kikötő irányítását, és a legénységük egy részét partra küldték, hogy a munkásokat helyettesítsék, illetve a gerillatámadások ellen védekezzenek. 1952 januárjában az egyiptomi média szerint a Liverpool rálőtt a kikötőre, ami épp gerillatámadás alatt állt. A britek ezt hevesen cáfolták.
1952-ben a leszerelése után tisztek lakóhajójának használták. 1958-ban kezdték elbontani Borrowstouness-ben, és csak 12 hónap múlva végeztek teljesen a hajó szétvágásával.

## Fordítás
Ez a szócikk részben vagy egészben  a   HMS Liverpool (C11) című angol Wikipédia-szócikk fordításán alapul.  Az eredeti cikk szerkesztőit annak laptörténete sorolja fel. Ez a jelzés csupán a megfogalmazás eredetét és a szerzői jogokat jelzi, nem szolgál a cikkben szereplő információk forrásmegjelöléseként.

## Külső hivatkozások
HMS Liverpool (angol)

A Liverpool Nápolyba látogat, 1948